# آنا، آن لذت خاص
آنا، آن لذت خاص (ایتالیایی: Anna, quel particolare piacere) یک فیلم درام ایتالیایی به کارگردانی جولیانو کارنیمئو است که در سال ۱۹۷۳ منتشر شد.

## بازیگران
- ادویژ فنش
- ریچارد کونته
- جان ریچاردسن
- کورادو پانی
- کورادو گیپا
- برونو کوراتساری
- انیو بالبو
- کارلا کالو
- گابریلا جاکوبه
- اومبرتو راهو
- اتوره مانی
- آنتونیو کازاله